# La Manufacture de livres
La Manufacture de livres est une maison d'édition française indépendante créée en 2009 à Paris par Pierre Fourniaud. 

## Historique
Diplômé de Sciences Po Paris en 1993, devenu commercial pour Hachette Livre puis La Martinière Groupe, Pierre Fourniaud lance La Manufacture de livres en 2009.

## Collections et auteurs
Les récits publiés par La Manufacture de livres montrent un intérêt certain pour les trajectoires hors du commun, qu’il s’agisse de témoignages de prisonniers, de soldats ou de figures du crime organisé, notamment l'univers de criminels français depuis le début du XXe siècle. Les publications relèvent du genre littéraire avec des romans inédits écrits en langue française, mais aussi du genre documentaire, avec des livres de témoignages ou de photographie. Un troisième axe éditorial propose des essais s'inscrivant toujours dans la thématique du monde criminel.
La Manufacture de livres se fixe pour objectifs de publier des auteurs qui s'inscrivent dans l'héritage du roman noir ou du roman social, parfois inspirés par le roman d’aventures ou la fiction américaine. La maison développe également des collections de non-fiction qui s’intéressent aux destins de personnalités anonymes de l’histoire, parfois à l’origine de certaines légendes populaires qui ont pu faire l'objet d’œuvres littéraires ou cinématographiques, avec l'idée de montrer que ces parcours témoignent de l’histoire de leur société.
Les principaux auteurs de la maison d'édition sont : Franck Bouysse, Jérôme Leroy (écrivain), François Médéline, Jérôme Pierrat, Tito Topin, Jean-Hugues Oppel, Antonin Varenne, Laurent Petitmangin (Ce qu'il faut de nuit ayant reçu le prix Femina des lycéens).
Les ouvrages sont diffusés et distribués en France par CDE et SODIS.